# جایزه بزرگ اتریش ۱۹۸۱
جایزه بزرگ اتریش ۱۹۸۱ (انگلیسی: ‎1981 Austrian Grand Prix‎) یک مسابقهٔ موتوری در رشتهٔ اتومبیل‌رانی فرمول یک بود که در تاریخ ۱۶ اوت ۱۹۸۱ در آسترایش‌رینگ واقع در اسپیلبرگ، اشتایریا، اتریش برگزار شد. این گراند پری در میان ۱۵ گراند پری در فصل ۱۹۸۱، مسابقهٔ شمارهٔ ۱۱ بود.
در این مسابقه که در ۵۳ دور و به مسافت ۳۱۴٫۹۲۶ کیلومتر (۱۹۵٫۶۸۶ مایل) برگزار شد، پول پوزیشن توسط رنه آرنوکس کسب شد و سریع‌ترین زمان برای طی یک دور پیست که برابر با ۱:۳۷٫۶۲ بود نیز توسط ژاک لافیت به ثبت رسید.
ژاک لافیت از تیم تالبوت لیجیه-ماترا، رنه آرنوکس از تیم رنو و نلسون پیکه از تیم برابام-فورد به‌ترتیب مقام‌های اول تا سوم مسابقه را کسب کردند.

## رده‌بندی قهرمانی پس از مسابقه
| جایگاه | راننده        | امتیاز |
| ------ | ------------- | ------ |
| ۱      | کارلوس روتمان | ۴۵     |
| ۲      | نلسون پیکه    | ۳۹     |
| ۳      | ژاک لافیت     | ۳۴     |
| ۴      | آلن جونز      | ۲۷     |
| ۵      | ژیل ویلنوو    | ۲۱     |
| منبع:  |               |        |

| جایگاه | سازنده             | امتیاز |
| ------ | ------------------ | ------ |
| ۱      | ویلیامز-فورد       | ۷۲     |
| ۲      | برابام-فورد        | ۴۷     |
| ۳      | تالبوت لیجیه-ماترا | ۳۴     |
| ۴      | رنو                | ۳۰     |
| ۵      | فراری              | ۲۸     |
| منبع:  |                    |        |

یادداشت
- تنها پنج جایگاه نخست از هر رده‌بندی نمایش داده شده است.